# Nyugati-Ghátok
A Nyugati-Ghatok vagy Nyugati-Ghátok (kannada ಸಹ್ಯಾದ್ರಿ, marathi सह्यद्रि, tamil மேற்கு தொடர்ச்சி மலை), vagy másik ismert nevén Szahjadri-hegység hegyvonulat az indiai szubkontinens nyugati partvonala mentén. Mintegy 60 000 négyzetkilométernyi területet foglal el. A folyórendszer, amelynek vízgyűjtőjét képezi, India területe mintegy 40%-ának vizeit vezeti el.
A hegylánc a Dekkán-fennsík nyugati szegélyén fut végig, észak-déli irányban, elválasztva egymástól a fennsíkot és az Arab-tenger mentén futó keskeny parti síkságot. Északon Gudzsarát és Mahárástra határa közelében kezdődik, a Tapti folyótól délre, és innen mintegy 1600 kilométer hosszan halad dél felé Mahárástra, Goa, Karnataka, Tamil Nadu és Kerala államokon keresztül. Kanjakumarinál végződik, a szubkontinens déli csúcsánál. Hegyeinek mintegy 60%-a Karnatakában van. 
A Nyugati-Ghátok átlagos kiemelkedése 1200 méter. Mintegy 30%-ban erdő borítja. Egyike a világ nyolc nagy biodiverzitás-gyűjtőjének: több mint 5000 virágos növény faj, 139 emlősfaj, 508 madár- és 179 kétéltűfaj otthona. Legalább 325 veszélyeztetett faj él a Nyugati-Ghatokban.

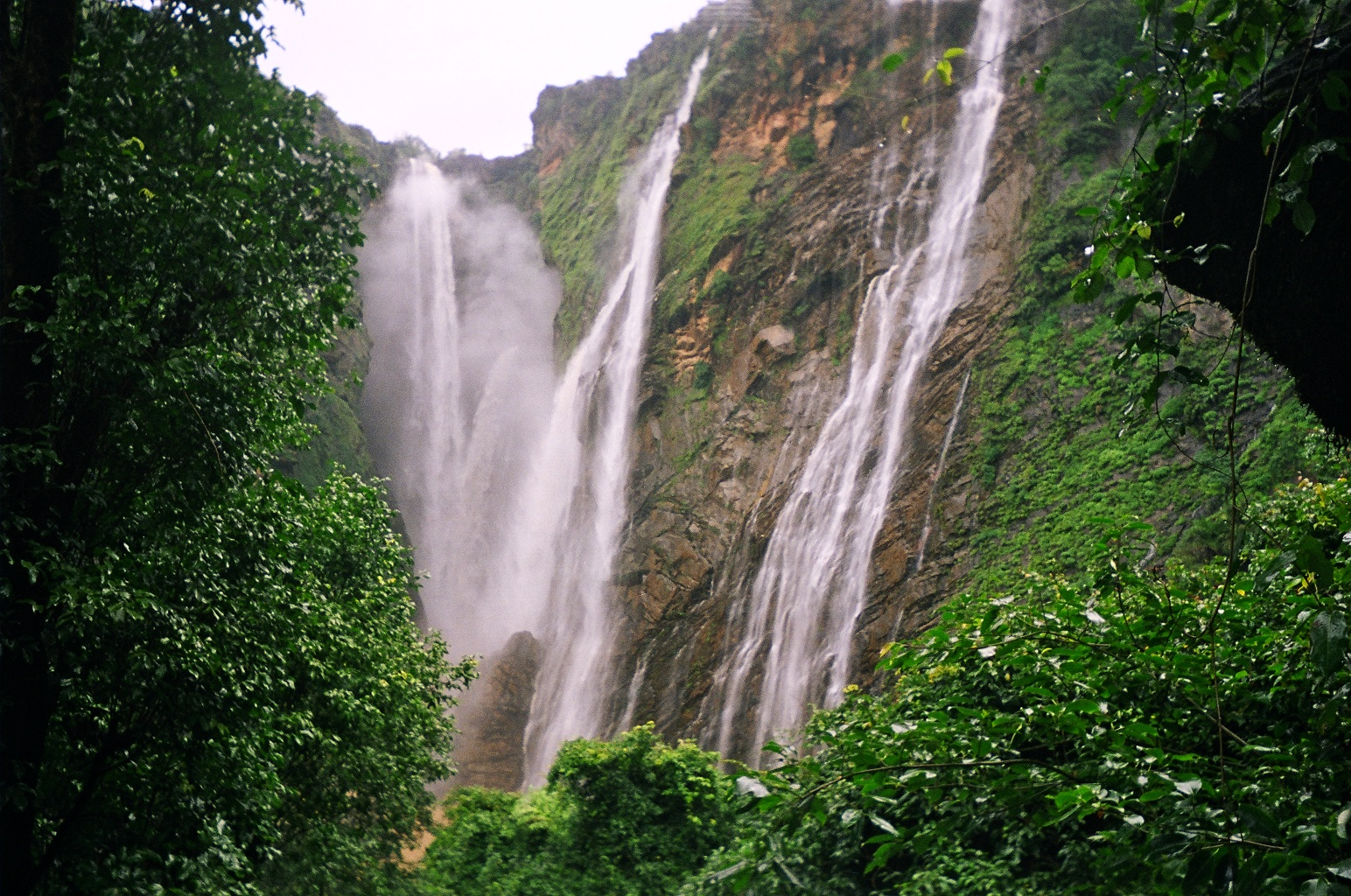
A Dzsog-vízesés a Nyugati-Ghatokban, Karnatakában

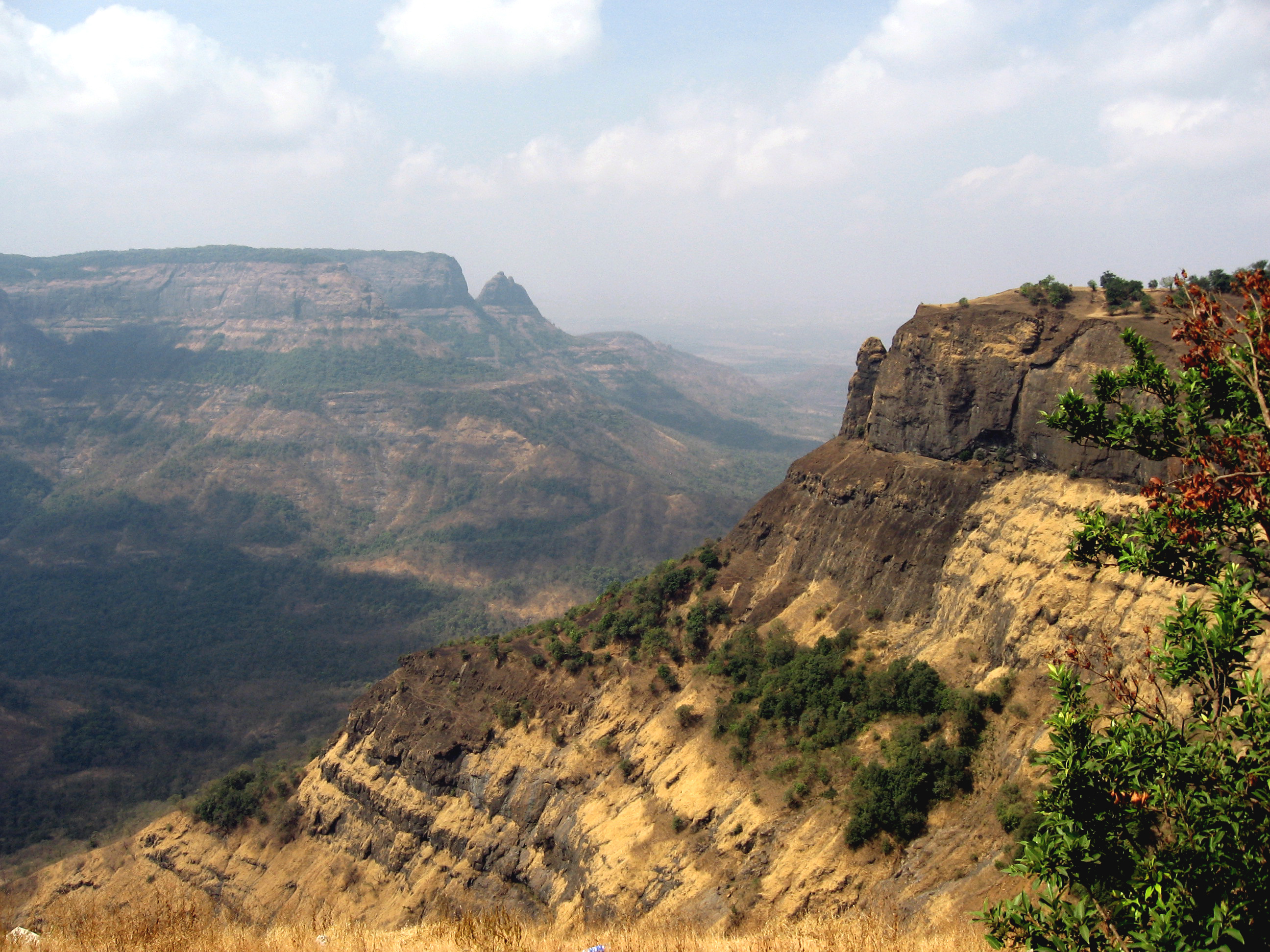
A Nyugati-Ghatok Matherannál, Mumbai közelében